# لحظة الحقيقة
لحظة الحقيقة هو النسخة العربية من برنامج المسابقات التلفزيوني الأمريكي "Nada más que la verdad" («لا شيء سوى الحقيقة»)، تم إنتاجه في 15 أبريل 2011 على قناة إم بي سي 1 ويقدمها الممثل السوري عباس النوري.

## فكرة البرنامج
قبل بدء البرنامج، يتم توصيل جهاز كشف الكذب بجسم المتسابق ويطرح عليه أكثر من 50 سؤالا محرجا حول حياته الشخصية أو عمله أو علاقته مع عائلته أو أصدقائه، ويقوم معدو البرنامج بتسجيل نتائج الجهاز حول إجابات المتسابق. وبدون أن يعرف المتسابق النتائج التي استعرضها الجهاز، يتم اختيار 21 سؤالاً من نفس تلك الأسئلة لكي تطرح عليه من جديد في البرنامج وفق ترتيب معين، ويطلب منه الإجابة عليها أمام المشاهدين وبعض من أفراد عائلته أو أصدقائه يجلسون على كرسي بالقرب منه.
وإذا أجاب المتسابق على السؤال المطروح في البرنامج بصدق وفقا لما حدده جهاز كشف الكذب قبل بدء البرنامج، ينتقل إلى السؤال التالي؛ أما في حالة عدم تحري الصدق في الإجابة وفقا لما حدده الجهاز، أو إذا ما رفض المتسابق ببساطة الإجابة على السؤال، تنتهي المسابقة. وتتسم كل من تلك الأسئلة بالطابع الشخصي، حيث أن تحدي المسابقة هو مدى قدرة المتسابق على الإجابة على تلك الأسئلة المحرجة بصدق أمام المشاهدين.
ويفوز المتسابق خلال كل مرحلة من مراحل الأسئلة التي يتم الإجابة عليها بصورة صحيحة بالمبلغ المالي المناظر لتلك المرحلة. ويمكن أن يتوقف المتسابق في أي وقت من الأوقات قبل طرح السؤال والخروج بالمبلغ المالي الذي فاز به، إلا أنه بمجرد سماع السؤال يتعين عليه الإجابة عليه. ومن يستطيع أن يجيب بصدق على جميع الأسئلة التي يبلغ عددها 21 سؤالا يحصل على الجائزة الكبرى التي تبلغ 500.000 ريال سعودي. سلسلة الأرباح هي التالية:
| المرحلة | عدد الأسئلة | المبلغ الإجمالي    |
| ------- | ----------- | ------------------ |
| 1       | 6           | 10.000 ريال سعودي  |
| 2       | 5           | 25.000 ريال سعودي  |
| 3       | 4           | 100.000 ريال سعودي |
| 4       | 3           | 200.000 ريال سعودي |
| 5       | 2           | 350.000 ريال سعودي |
| 6       | 1           | 500.000 ريال سعودي |

ومع كل مرحلة تتزايد صعوبة الأسئلة، وفي بعض الأحيان يحضر أحد الضيوف بصورة مفاجئة، وغالبا ما يكون صديق حميم للمتسابق أو شريك حياته، ويصعد على خشبة المسرح ويطرح أحد الأسئلة الصعبة والمحرجة. ويحق لأصدقاء وزملاء وأقارب المتسابق المتواجدين بالقرب منه الضغط على زر يمكن استخدامه من أجل استبعاد أحد الأسئلة لمرة واحدة فقط خلال المسابقة؛ وهو خيار يحصلون عليه عقب اجتياز السؤال الثالث. ويمككن أن يكون السؤال الجديد أصعب من الذي استبعد.

## المشتركون[3]
| الحلقة | المتسابق                         | الدولة  | الأرباح     |
| ------ | -------------------------------- | ------- | ----------- |
| 1      | عايدة طليمات                     | سوريا   | 100.000 ر.س |
| 2      | سماح عيدي                        | الجزائر | 350.000 ر.س |
| 3      | لؤي الصديق                       | لبنان   | لا شيء      |
| 4      | محمود حمدان                      | الأردن  | 200.000 ر.س |
| 5      | سوزيت ليون                       | لبنان   | لا شيء      |
| 5      | وائل جابر                        | ليبيا   | لا شيء      |
| 6      | شربل طنوس                        | لبنان   | لا شيء      |
| 7      | صلاح الأحمر                      | السودان | 350.000 ر.س |
| 8      | أحمد العليان                     | مصر     | لا شيء      |
| 9      | صادق حبي                         | سوريا   | 25.000 ر.س  |
| 10     | محمد سليم                        | مصر     | لا شيء      |
| 11     | نادين نجيم -ملكة جمال لبنان 2007 | لبنان   | 200.000 ر.س |
| 12     | هاجر القنيشي                     | تونس    | 100.000 ر.س |
| 13     | هناء حيتوف                       | المغرب  | لا شيء      |
| 14     | مايا خطاب                        | لبنان   | 25.000 ر.س  |
| 14     | أحمد الرشيدي                     | مصر     | لا شيء      |
| 15     | محمد عيسى جبران                  | الأردن  | لا شيء      |

من الملاحط انه لم يشترك أي شخص من دول الخليج العرربي في هذا البرنامج.

## حول العالم

### النسخة الأمريكية
النسخة الأمريكية من البرنامج عرضت باسم "The Moment of Truth" («لحظة الحقيقة») في الولايات المتحدة على شبكة فوكس وكانت من تقديم المذيع الأمريكي مارك لويس والبيرغ وإخراج رون دي مورايس. بدأ بثها في 23 يناير 2008، وكانت الجائزة الكبرى فيها 500.000 دولار أمريكي.
عرضت بعض حلقات هذه النسخة مترجمة إلى العربية على قناة إم بي سي 4 في 2008 و2010.

## وصلات خارجية
- صفحة البرنامج على موقع إم بي سي 1
- لحظة الحقيقة مع عباس النوري على كرسي المذيع تساوي 500 ألف ريال